# Lema de Chandrasekhar-Wentzel
En càlcul vectorial, el lema de Chandrasekhar-Wentzel va ser derivat per Subrahmanyan Chandrasekhar i Gregor Wentzel el 1965 mentre estudiaven l'estabilitat de la rotació d'una gota d'un líquid. El lema diu que si {\displaystyle \mathbf {S} } és una superfície delimitada per un contorn tancat simple {\displaystyle C}, llavors
{\displaystyle \mathbf {L} =\oint _{C}\mathbf {x} \times (d\mathbf {x} \times \mathbf {n} )=-\int _{\mathbf {S} }(\mathbf {x} \times \mathbf {n} )\nabla \cdot \mathbf {n} \ dS.}
Aquí, {\displaystyle \mathbf {x} } és el vector de posició i {\displaystyle \mathbf {n} } és la unitat normal a la superfície. Una conseqüència immediata és que si {\displaystyle \mathbf {S} } és una superfície tancada, llavors la integral de línia tendeix a zero, donant lloc al resultat,
{\displaystyle \int _{\mathbf {S} }(\mathbf {x} \times \mathbf {n} )\nabla \cdot \mathbf {n} \ dS=0,}
o, en notació d'índex, tenim
{\displaystyle \int _{\mathbf {S} }x_{j}\nabla \cdot \mathbf {n} \ dS_{k}=\int _{\mathbf {S} }x_{k}\nabla \cdot \mathbf {n} \ dS_{j}.}
És a dir el tensor
{\displaystyle T_{ij}=\int _{\mathbf {S} }x_{j}\nabla \cdot \mathbf {n} \ dS_{i}}
definida en una superfície tancada és sempre simètrica, és a dir, {\displaystyle T_{ij}=T_{ji}}.

## Demostració
Escrivim el vector en notació d'índex, però s'evitarà la convenció de sumació a tota la demostració. Aleshores es pot escriure el costat esquerre
{\displaystyle L_{i}=\oint _{C}[dx_{i}(n_{i}x_{j}+n_{k}x_{k})+dx_{j}(-n_{i}x_{j})+dx_{k}(-n_{i}x_{k})].}
Convertint la integral de línia en integral de superfície mitjançant el teorema de Stokes, obtenim
{\displaystyle L_{i}=\int _{\mathbf {S} }\left\{n_{i}\left[{\frac {\partial }{\partial x_{j}}}(-n_{i}x_{k})-{\frac {\partial }{\partial x_{k}}}(-n_{i}x_{j})\right]+n_{j}\left[{\frac {\partial }{\partial x_{k}}}(n_{j}x_{j}+n_{k}x_{k})-{\frac {\partial }{\partial x_{i}}}(-n_{i}x_{k})\right]+n_{k}\left[{\frac {\partial }{\partial x_{i}}}(-n_{i}x_{j})-{\frac {\partial }{\partial x_{j}}}(n_{j}x_{j}+n_{k}x_{k})\right]\right\}\ dS.}
Realitzem la diferenciació necessària i després d'alguna reordenació, obtenim
{\displaystyle L_{i}=\int _{\mathbf {S} }\left[-{\frac {1}{2}}x_{k}{\frac {\partial }{\partial x_{j}}}(n_{i}^{2}+n_{k}^{2})+{\frac {1}{2}}x_{j}{\frac {\partial }{\partial x_{k}}}(n_{i}^{2}+n_{j}^{2})+n_{j}x_{k}\left({\frac {\partial n_{i}}{\partial x_{i}}}+{\frac {\partial n_{k}}{\partial x_{k}}}\right)-n_{k}x_{j}\left({\frac {\partial n_{i}}{\partial x_{i}}}+{\frac {\partial n_{j}}{\partial x_{j}}}\right)\right]\ dS,}
o, dit d'una altra manera,
{\displaystyle L_{i}=\int _{\mathbf {S} }\left[{\frac {1}{2}}\left(x_{j}{\frac {\partial }{\partial x_{k}}}-x_{k}{\frac {\partial }{\partial x_{j}}}\right)|\mathbf {n} |^{2}-(x_{j}n_{k}-x_{k}n_{j})\nabla \cdot \mathbf {n} \right]\ dS.}
I llavors {\displaystyle |\mathbf {n} |^{2}=1}, obtenint
{\displaystyle L_{i}=-\int _{\mathbf {S} }(x_{j}n_{k}-x_{k}n_{j})\nabla \cdot \mathbf {n} \ dS,}
demostrant així el lema.